# Województwo śląskie
Województwo śląskie (dansk: voivodskabet Schlesien eller śląsk) er en administrativ enhed i den sydlige del af Polen, et af de 16 voivodskaber, der blev skabt, efter den administrative reform i 1999. Voivodskabets hovedstad er Katowice. Voivodskabet Schlesien har et areal på 12.334 km2 og 4.508.078 indbyggere(30.6.2020), befolkningstætheden er på 365.53 personer pr km2. Voivodskabet omfatter den historiske region Øvre Schlesien.
Det schlesiske voivodskab grænser op til voivodskabet Opole mod vest, voivodskabet Łódźsk mod nord, voivodskabet Święty Krzyż mod nord-øst, og voivodskabet Lillepolen (mod øst) og Tjekkiet og Slovakiet mod syd.

## Byer
På grund af sin industrielle og urbane natur har voivodskabet mange og store byer. Af Polens 40 mest folkerige byer er 12 i Schlesiens voivodeship. 19 af byerne i voivodskabet har den juridiske status som by-amt (se powiat). I alt har den 72 byer, anført nedenfor i faldende befolkningsrækkefølge (fra 2019):
1. Katowice (293.636)
2. Częstochowa (221.252)
3. Sosnowiec (201.121)
4. Gliwice (179.154)
5. Zabrze (172.806)
6. Bielsko-Biała (170.953)
7. Bytom (165.975)
8. Rybnik (138.319)
9. Ruda Śląska (137.624)
10. Tychy (127.664)
11. Dąbrowa Górnicza (119.800)
12. Chorzów (107.963)
13. Jaworzno (91.263)
14. Jastrzębie-Zdrój (88.808)
15. Mysłowice (74.515)
16. Siemianowice Śląskie (66.963)
17. Żory (62.462)
18. Będzin (56.624)
19. Piekary Śląskie (55.088)
20. Racibórz (54.778)
21. Świętochłowice (49.762)
22. Zawiercie (49.334)
23. Wodzisław Śląski (47.992)
24. Knurów (38.310)
25. Tarnowskie Góry (61.422)
26. Mikołów (40.898)
27. Czechowice-Dziedzice (35.926)
28. Cieszyn (34.513)
29. Myszków (31.650)
30. Czeladź (31.545)
31. Żywiec (31.194)
32. Czerwionka-Leszczyny (28.156)
33. Pszczyna (26.804)
34. Lubliniec (23.784)
35. Łaziska Górne (22.298)
36. Rydułtowy (21.616)
37. Orzesze (21.043)
38. Bieruń (19.539)
39. Pyskowice (18.432)
40. Radlin (17.776)
41. Radzionków (16.826)
42. Lędziny (16.776)
43. Ustroń (16.073)
44. Skoczów (14.385)
45. Pszów (13.896)
46. Kłobuck (12.934)
47. Wisła (11.132)
48. Blachownia (9.545)
49. Imielin (9.175)
50. Wojkowice (8.927)
51. Kalety (8.607)
52. Poręba (8.525)
53. Miasteczko Śląskie (7.437)
54. Sławków (7.017)
55. Łazy (6.811)
56. Koniecpol (5.910)
57. Szczyrk (5.734)
58. Siewierz (5.581)
59. Kuźnia Raciborska (5.359)
60. Żarki (4.556)
61. Krzepice (4.456)
62. Woźniki (4.305)
63. Ogrodzieniec (4.282)
64. Strumień (3.718)
65. Szczekociny (3.612)
66. Toszek (3.600)
67. Wilamowice (3.100)
68. Olsztyn
69. Koziegłowy (2.245)
70. Krzanowice (2.157)
71. Pilica (1.936)
72. Sośnicowice (1.919)
73. Przyrów
74. Włodowice